# トヨタ・イノーバEV
イノーバEV（Innova EV）とは、トヨタ自動車が、2022年に、インドネシア国際モーターショー2022で公開したコンセプトカーである。

## 概要
後席両側スライドドアが主流となる日本のミニバンと異なり、後席ドアにヒンジ式ドアを採用。
今回初公開された新型イノーバEVは、ベース車の台形フロントグリル部がパネルで覆われ、グリルレスデザイン化。ヘッドライト点灯時にブルーのライトがあわせて点灯するなどといった、EVならではのデザインを持つ。ブラックとブルーのステッカーがボディサイドに配されたほか、随所に「EV」「ELECTRIC」といったエンブレムも装備している。

なお、同国での自動車の電動化を推進するトヨタの姿勢を示すためのコンセプトカーで、実際の販売は計画されていない。

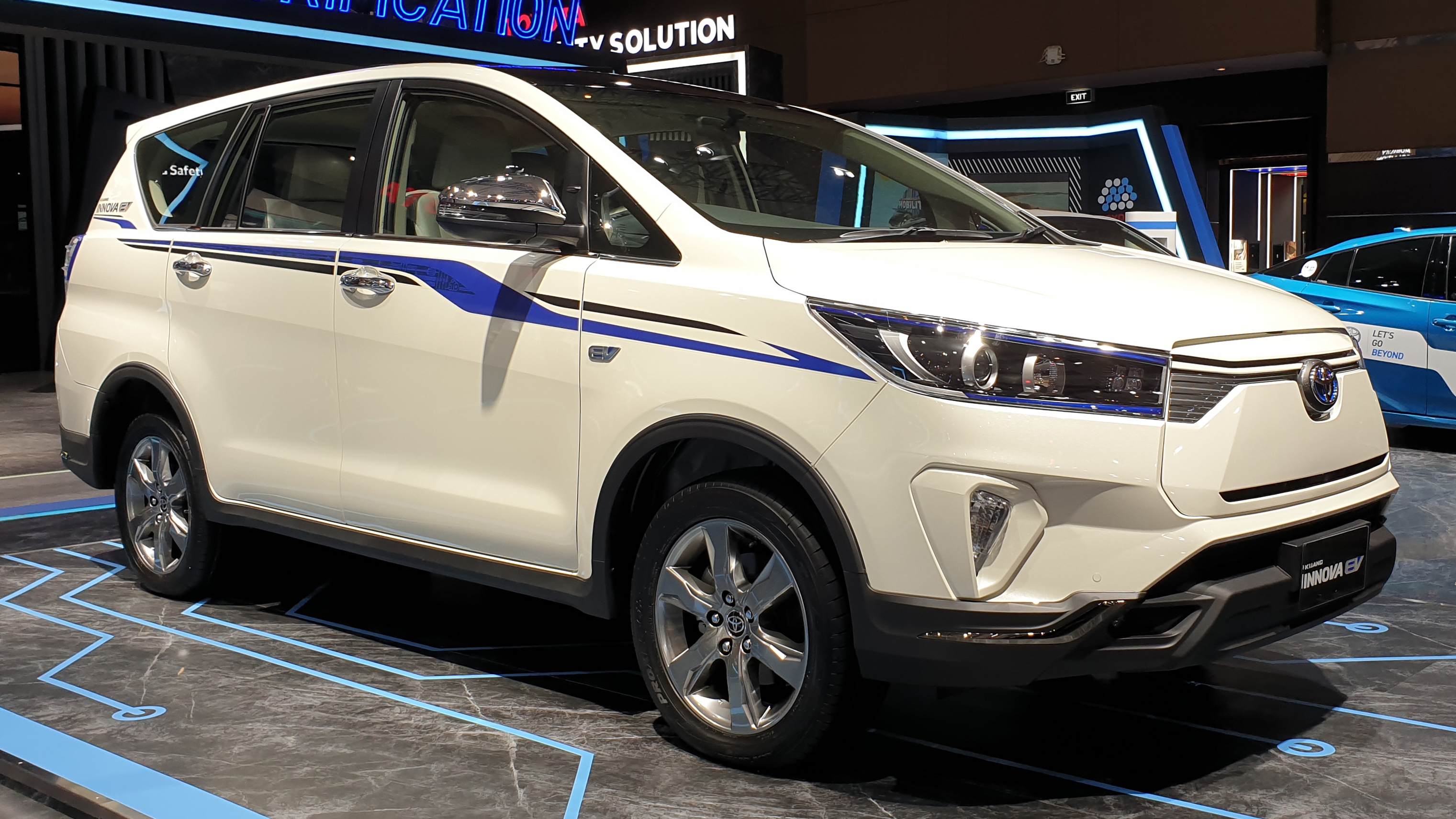
フロント（インドネシア国際モーターショー出展車）